# Nagaina berlandi
Nagaina berlandi là một loài nhện trong họ Salticidae.
Loài này thuộc chi Nagaina. Nagaina berlandi được Ilka Maria Fernandes Soares & Hélio Ferraz de Almeida Camargo miêu tả năm 1948.